# Stilbenoid
Stilbenoidi su hidroksilisani derivati stilbena. Oni imaju C6-C2-C6 strukturu. U biohemijskom smislu, oni pripadaju familiji fenilpropanoida i dele najveći deo biosinteznog puta sa halkonima. Stilbenoide mogu da proizvedu biljke i bakterije.

## Tipovi
Aglikoni
- Piceatanol u korenu Norveške omorike
- Pinosilvin fungalni toksin koji štiti drvo od fungalne infekcije, prisutan u stablima familije bora
- Pterostilben u bademu, boru i vaccinium bobicama
- Resveratrol u grožđu

Glikozidi
- Astringin u kori Norveške omorike
- Piceid je derivat resveratrola u soku od grožđa

## Literatura
- Hillis, W.E. (1987). Heartwood and Tree Exudates. Berlin, Heidelberg: Springer Berlin Heidelberg. ISBN 978-3-642-72534-0.
- YAMADA, Toshihiro; ITO, Shin-ichiro (1993). „Chemical Defense Responses of Wilt-Resistant Pine Species, Pinus strobus and P. taeda, against Bursaphelenchus xylophilus Infection.”. Japanese Journal of Phytopathology. 59 (6): 666—672. doi:10.3186/jjphytopath.59.666.